# Maison Feuillette
La maison Feuillette est le plus ancien bâtiment du monde construit en ossature bois et isolé en ballots de paille connu à ce jour,. Conçue par l’inventeur Émile Feuillette en 1920, elle se situe à Montargis, dans le Loiret (région Centre-Val de Loire).
En 2013, l’association Centre national de la construction paille (CNCP) rachète la maison Feuillette pour la préserver et la restaurer. La maison accueille actuellement les bureaux du CNCP dont les missions se sont élargies à la formation, la promotion, la valorisation et l’expérimentation du matériau paille. L’association organise aussi des visites guidées de la maison.
Le site Feuillette comprend plusieurs bâtiments : la maison Feuillette, le hangar, ainsi que deux autres bâtiments annexes qui servent actuellement de salle de formation, de vestiaire, réfectoire et stockage.
La maison Feuillette et le hangar adjacent ont été inscrits au titre des monuments historiques le 3 mars 2020.

## Historique
La maison Feuillette est conçue en 1920 par l’ingénieur Émile Feuillette (1871-1939) dans le but de réaliser une habitation économique et rapide à construire. Dans un contexte difficile d’après-guerre, il y avait une pénurie et un coût élevé des matériaux ainsi qu’un manque de main d’œuvre.
Un hangar de 210 m² est construit peu avant la maison afin de protéger les ballots de paille des intempéries le temps de la construction. Ce hangar est pourvu de la même ossature que la maison mais sans remplissage, laissant ainsi la structure visible. 
Un article paru en 1921 dans la revue La Science et la Vie relate la construction de la maison Feuillette, qui s’est achevée à l’automne 1920. Son titre évocateur, « Fraîches en été, chaudes en hiver, les maisons de paille sont avant tout économiques », met en avant les avantages des constructions en paille.
En 1921, Émile Feuillette dépose aux États-Unis le brevet du système constructif de la maison en paille à ossature bois, qui sera édité deux années plus tard.
La maison a été habitée sans discontinuer jusqu'à son rachat en 1975 par la dernière propriétaire. 
En 2013, la maison Feuillette est rachetée par le CNCP grâce à un financement participatif à l’initiative du Réseau français de la construction paille (RFCP). Les deux années suivantes, des travaux de réhabilitation et de rénovation du site ont permis de remettre la maison aux normes tout en ayant un impact minimal sur celle-ci : isolation des combles en copeaux de bois et installation d’un accès PMR à l’arrière du bâtiment. Dans un souci de préservation du patrimoine, les sols, les parements extérieurs et menuiseries d’époque ont été gardés.
En 2020, le CNCP fait l’acquisition d’un terrain adjacent à la maison Feuillette afin d’y construire un nouveau bâtiment de formation dans le cadre du projet européen Interreg UP STRAW. Ce projet comprend la réhabilitation du hangar.
Le 3 mars 2020, la maison Feuillette et son hangar sont inscrits au registre des monuments historiques,. Au mois de mai 2020, un grand événement public est organisé dans la ville de Montargis pour la fête du centenaire de la maison Feuillette. Il sera reporté à l’année suivante en raison des mesures sanitaires liées à l’épidémie de COVID-19.

## Architecture
Bâtie sur deux niveaux, la maison Feuillette dispose d’une surface habitable d’environ 110 m². Elle est composée au rez-de-chaussée d’un salon, d’une salle à manger, d’un espace d’entrée et d’une cuisine. À l’étage se situent la salle de bain, un dégagement et trois chambres. Le salon, la salle à manger et deux des chambres ont été reconverties en bureaux.
La maison est composée d’une ossature porteuse de poutres treillis en chêne et en peuplier avec un remplissage en ballots de paille pour l’isolation. La dimension des ballots et des ouvertures a été déterminée d’après l’entraxe de la structure en bois. Le calepinage évite la découpe des ballots dans un souci d’économie de matière, de gain de temps et de facilité de mise en œuvre.
Les bottes de paille ont été confectionnées sur place par une presse. La structure et la toiture ont été construites préalablement afin de protéger l’isolation des intempéries. Un prélèvement effectué récemment démontre que la paille présente dans les murs est toujours en excellent état, près de cent ans après sa mise en œuvre.
La charpente est constituée de fermes légères qui supportent une toiture en tuiles. Le soubassement est construit en briques de terre cuite, recouvert d’une feuille de carton goudronnée afin d’éviter les remontées capillaires dans les murs. Les fondations réalisées sont peu profondes grâce à la légèreté de la structure.
Les finitions des murs sont un enduit au plâtre à l’intérieur et au mortier chaux-sable recouvert d’un léger crépi de ciment naturel à l’extérieur, pour l’étanchéité à l’eau. L’enduit extérieur a été appliqué sur un grillage « à poule », c’est-à-dire à fines mailles. Les cloisons intérieures sont constituées de panneaux préfabriqués en atelier et recouverts d’un enduit au plâtre.
La maison Feuillette a été conçue dans une volonté de réaliser une maison confortable, hygiénique, durable et économique, elle revêt aujourd’hui un intérêt écologique avec l’utilisation de la paille comme isolant. Cette ressource renouvelable est un matériau biosourcé largement disponible localement.

## Centre de formation
Depuis 2022, l'association CNCP qui a racheté la Maison Feuillette est devenu un centre de formation. Le hangar adjacent de l'ingénieur Feuillette, occupant une partie de l'arrière-cour, a été démontée pour laisser la place aux travaux de destruction et de reconstruction des locaux du nouveau centre de formation. La halle classée aux monuments historiques sera remontée d'ici 2024.